# 古巴LGBT權益
在古巴，女同性恋、男同性恋、双性恋与跨性别者（LGBT）的权利随着时间推移逐渐得到保障。2022年的家庭法公投之后，古巴的LGBT政策在拉丁美洲属非常进步之列。古巴革命前，LGBT群体就因各种原因而被边缘化，古巴社会的异性恋、传统性别角色、严厉道德主义思潮根深蒂固。革命期间，社会主义和传统道德的结合使LGBT群体被进一步边缘化。因此，那些与社会不相容或是不能为社会作出贡献的人被视为被遗弃者。直到最近，民眾對LGBT群體的接受程度才有所提高。
目前，古巴宪法禁止基于性取向和性別認同的歧视。2018年，全国人民政权代表大会制订的新宪法草案將把婚姻的定義由原先的「一男一女的结合」改為「2個人之間的结合」，但由于受到部分保守民众和福音派教会的反对及示威活动的影响，2018年12月18日召开的全国人民政权代表大会又将有关婚姻的新定义移除出新宪法草案。2019年5月，古巴政府宣布，法学家联盟正在制定新的《家庭法》，其中将涉及同性婚姻。2021年9月7日，政府又宣布新的《家庭法》将交由给全国人民政权代表大会审批，若审批通过下一步将进行公投，若公投也通过，则同性婚姻很可能将合法化。公投已于2022年4月得到许可，并已于2022年9月以大比例通过。
古巴LGBT教育現時由古巴共产党中央委员会第一书记劳尔·卡斯特罗之女玛丽拉·卡斯特罗負責的全国性教育中心展開。2008年，该组织成功争取将变性手术纳入古巴的国家医疗保险计划，古巴的LGBT群体做变性手术亦可享受医保报销。
每年5月，在首都哈瓦那都會舉辦驕傲遊行，遊行參與者人數逐年增長。菲德尔·卡斯特罗之后亦承认他执政时期对同性恋者的迫害是“极大的不公正”。

## 历史

### 革命前的古巴
古巴在革命前就已是一个对LGBT群体非常不宽容的地方。由于古巴社会注重传统的异性恋，少有地方能让同性恋群体形成社群，就业市场也对性少数抱有偏见，而“非洲-西班牙文化非常重男轻女，并且强调强制性、不良的异性恋社会，其中又以农村地区为重。”已结成的同性恋社群中的大部分人会移向哈瓦那寻找工作和更宽松的性氛围。此外，乡下人常会疏远同性恋者和他们的家人，认为他们是“乡村酷儿”或“乡巴佬”。由于就业市场失衡，1950年代的哈瓦那允许不出柜的同性恋参加工作，除了旅游业外，同性恋相关的地下工作，比如毒品分销、赌博和卖淫的份额也在增长。这些地下工作使得同性恋者之间的欲望被局限在“由古巴同性恋资产阶级管理的哈瓦那黑社会”中。同性恋是古巴繁荣的卖淫业的一部分。

### 革命后的古巴
1959年的古巴革命推翻了巴蒂斯塔独裁统治，建立了古巴革命政府，但革命本身并未触及同性恋者权益议题，且之后古巴的LGBT权益曾长期处于低位，如菲德尔·卡斯特罗在1965年称，同性恋者不具备“一个真正的革命者、一个真正的共产主义激进分子所必需的特质 ”，而1965年至1968年中，同性恋者与良心拒服兵役者一同被关入劳教所。尽管劳教所最终在菲德尔·卡斯特罗与共青团员秘密探访其中状况后被关闭，但1971年菲德尔·卡斯特罗出席的第一次全国教育和文化大会重申了对同性恋的批判，强调“必须坚决抵制所有具同性恋特征的异常表现，并防止其蔓延”。循此论调，政府解雇了被揭发为同性恋者的公务员，对被指称为同性恋者的艺术家进行审查，此时同性恋尚为非法状态。

## 現況

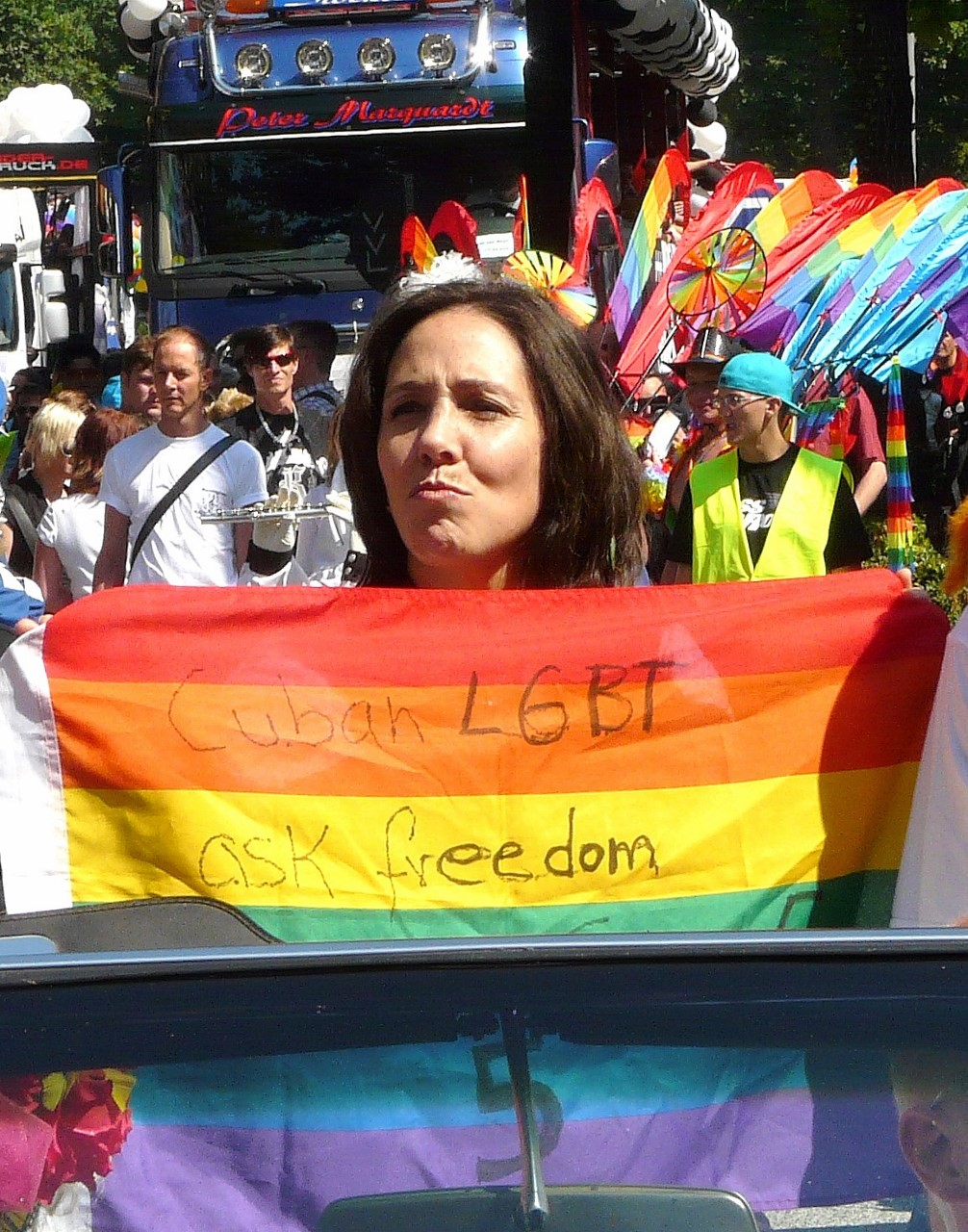
劳尔·卡斯特罗之女玛丽拉·卡斯特罗是該國的LGBT活動家之一。

| 同性性行為合法                                         | （自1979年起） |
| 可發生性關係的法定年齡一致                             | （自1979年起） |
| 反歧視法執行（僱傭）                                   | （自2013年起） |
| 反歧視法適用於商品及服務法規                           | （自2019年起） |
| 反歧視法適用於所有其他領域（包括：間接歧視、仇恨言論） | （自2019年起） |
| 同性婚姻                                               | （自2022年起） |
| 承認同性間的伴侶關係                                   | （自2022年起） |
| 同性伴侶可收養繼子                                     | （自2022年起） |
| 同性伴侶可共同撫養                                     | （自2022年起） |
| LGBT群體可公開從軍服役                                 | （自1993年起） |
| 重新指定性別的法律程序                                 | （自2008年起） |
| 禁止性倾向扭转治疗                                     | 否             |
| 女同性戀進行體外受精之合法管道                         | 否             |
| 男同性戀者進行商業代孕                                 | 否             |
| 禁止對未成年人施行轉換療法                             | 否             |
| 允許男男性行为者（MSM）進行捐血                        | （自1979年起） |